# 8096 Emilezola
8096 Emilezola este o planetă minoră (asteroid), cu un diametru de 4,877 km, din centura de asteroizi. A fost descoperită pe 20 iulie 1993 la Observatorul European Austral de Eric Walter Elst și a fost numită după Émile Zola. 
Obiectul prezintă o orbită caracterizată de o semiaxă mare de 2,3922703 UAi, o excentricitate de 0,22, o înclinație de 3,22002 ° în raport cu ecliptica.